# Molophilus drepanostylus
Molophilus drepanostylus är en tvåvingeart som beskrevs av Alexander 1934. Molophilus drepanostylus ingår i släktet Molophilus och familjen småharkrankar. Inga underarter finns listade i Catalogue of Life.